# Lucheng
Lucheng (潞城) is een stad in de provincie Shanxi in China. Lucheng ligt in het zuiden van de provincie en hoort bij de prefectuur Changzhi en heeft ongeveer 210.000 inwoners. Lucheng is een arrondissement. Lucheng is een koolmijnstad en heeft een gevangenis.